# إلكترونيك آرتس فيكتور
إلكترونيك آرتس فيكتور (بالإنجليزية: Electronic Arts Victor)، هي شركة تطوير ونشر ألعاب الفيديو يابانية، أعلنت الشركة حلها سنة 2003.

## إنتاج الألعاب
أنتجت عدة ألعاب، ومنها:
1. زيكو سوكر
2. إف-177 نايت ستروم
3. إس إس إكس
4. فايد أف بلاك

## روابط خارجية
- إلكترونيك آرتس فيكتور على موقع IMDb (الإنجليزية)